# العلاقات اليمنية الجيبوتية
العلاقات اليمنية الجيبوتية هي العلاقات الثنائية التي تجمع بين اليمن وجيبوتي.

## مقارنة بين البلدين
هذه مقارنة عامة ومرجعية للدولتين:
| وجه المقارنة                                              | اليمن         | جيبوتي                    |
| --------------------------------------------------------- | ------------- | ------------------------- |
| المساحة (كم2)                                             | 555.00 ألف    | 23.20 ألف                 |
| عدد السكان (نسمة)                                         | 28.25 مليون   | 956.99 ألف                |
| الكثافة السكانية (ن./كم²)                                 | 50.9          | 41.25                     |
| العاصمة                                                   | صنعاء، عدن    | جيبوتي                    |
| اللغة الرسمية                                             | اللغة العربية | لغة فرنسية، اللغة العربية |
| العملة                                                    | ريال يمني     | فرنك جيبوتي               |
| الناتج المحلي الإجمالي (بليون دولار)                      | 18.21 مليار   | 1.84 مليار                |
| الناتج المحلي الإجمالي (تعادل القوة الشرائية) بليون دولار | 75.69 مليار   | 3.10 مليار                |
| الناتج المحلي الإجمالي الاسمي للفرد دولار أمريكي          | 1.41 ألف      | 1.95 ألف                  |
| الناتج المحلي الإجمالي للفرد دولار أمريكي                 |               | 3.27 ألف                  |
| مؤشر التنمية البشرية                                      | 0.498         | 0.470                     |
| رمز المكالمات الدولي                                      | +967          | +253                      |
| رمز الإنترنت                                              | يمن           | .dj                       |
| المنطقة الزمنية                                           | ت ع م+03:00   | ت ع م+03:00               |

## مدن متوأمة
في ما يلي قائمة باتفاقيات التوأمة بين مدن يمنية وجيبوتية:
- ترتبط عدن مع جيبوتي باتفاقية توأمة منذ 1995.

## منظمات دولية مشتركة
يشترك البلدان في عضوية مجموعة من المنظمات الدولية، منها:
| علم المنظمة | اسم المنظمة                                                | تاريخ انضمام اليمن | تاريخ انضمام جيبوتي |
| ----------- | ---------------------------------------------------------- | ------------------ | ------------------- |
|             | صندوق النقد العربي                                         | ?                  | ?                   |
|             | يونسكو                                                     | 2 أبريل 1962       | 31 أغسطس 1989       |
|             | مؤسسة التمويل الدولية                                      | 22 مايو 1970       | 1 أكتوبر 1980       |
|             | منظمة التعاون الإسلامي                                     | ?                  | ?                   |
|             | منظمة حظر الأسلحة الكيميائية                               | ?                  | ?                   |
|             | مؤسسة التنمية الدولية                                      | 22 مايو 1970       | 1 أكتوبر 1980       |
|             | جامعة الدول العربية                                        | 5 مايو 1945        | 4 سبتمبر 1977       |
|             | وكالة ضمان الاستثمار متعدد الأطراف                         | 12 مارس 1996       | 12 يناير 2007       |
|             | الاتحاد البريدي العالمي                                    | ?                  | ?                   |
|             | الاتحاد الدولي للاتصالات                                   | 1931               | 22 نوفمبر 1977      |
|             | منظمة الشرطة الجنائية الدولية                              | ?                  | ?                   |
|             | الأمم المتحدة                                              | 30 سبتمبر 1947     | 20 سبتمبر 1977      |
|             | البنك الدولي للإنشاء والتعمير                              | 3 أكتوبر 1969      | 1 أكتوبر 1980       |
|             | العملية المشتركة للاتحاد الأفريقي والأمم المتحدة في دارفور | ?                  | ?                   |
|             | الصندوق العربي للإنماء الاقتصادي والاجتماعي                | ?                  | ?                   |